# NGC 2651
NGC 2651 este o galaxie activă situată în constelația Racul. A fost descoperită în 10 martie 1864 de către Albert Marth.